# Фаррелл, Эндрю
Э́ндрю Фа́ррелл (англ. Andrew Farrell; 2 апреля 1992, Луисвилл, Кентукки, США) — американский футболист, защитник клуба «Нью-Инглэнд Революшн».

## Биография
Фаррелл родился в Луисвилле, но в возрасте от пяти до пятнадцати лет жил в Перу, где его приёмные родители — прихожане пресвитерианской церкви вели миссионерскую деятельность.
В 2010—2012 годах Фаррелл обучался в Луисвиллском университете по специальности «Спортивное администрирование», совмещая обучение с игрой за университетскую футбольную команду в Национальной ассоциации студенческого спорта.
В сезоне 2012 года также выступал в лиге USL PDL за клубы «Брейдентон Академикс» и «Ривер Сити Роверс».
Оставив университет после третьего года обучения, 3 января 2013 года Фаррелл подписал контракт с MLS по программе Generation Adidas. На Супердрафте MLS, состоявшемся 17 января 2013 года, был выбран под общим первым номером клубом «Нью-Инглэнд Революшн». Его профессиональный дебют состоялся 9 марта 2013 года в матче стартового тура сезона против «Чикаго Файр». В своём первом профессиональном сезоне он стал основным правым защитником «Нью-Инглэнд Революшн», сыграв в 32-х из 34-х матчей регулярного чемпионата.
В сезоне 2015 после ухода Эй Джея Соареса Фаррелл был перемещён на позицию центрального защитника. В апреле 2015 года номинировался на звание игрока месяца в MLS.
Фаррелл был отобран на Матч всех звёзд MLS 2016, в котором звёздам лиги противостоял английский «Арсенал».
6 апреля 2018 года в матче против «Монреаль Импакт» он забил свой первый гол в MLS, это была его 164-я игра в лиге.
По ходу сезона 2019 из-за множества травмированных Брюс Арена вернул Фаррелла в центр обороны.
В марте 2020 года в честь 25-летия MLS «Нью-Инглэнд Революшн» провёл опрос среди болельщиков для определения символической команды всех времён, и по его итогам среди 11-ти лучших игроков клуба оказался и Фаррелл. 24 июня 2020 года Фаррелл продлил контракт с «Нью-Инглэнд Революшн» на несколько лет.
8 августа 2021 года в матче против «Филадельфии Юнион» установил новый клубный рекорд «Революшн» по выходам на поле в стартовом составе в MLS — 255, опередив Шалри Джозефа. 18 августа 2021 года в матче против «Ди Си Юнайтед» стал абсолютным лидером «Революшн» по количеству сыгранных минут в MLS, обогнав Шалри Джозефа. 28 августа 2021 года в матче против «Нью-Йорк Сити» совершил свой 262-й выход на поле в MLS за «Революшн», побив клубный рекорд Шалри Джозефа. 30 апреля 2022 года в матче против «Интер Майами» превзошёл клубные рекорды «Революшн» по количеству выходов на поле (306) и выходов на поле в стартовом составе (301) во всех соревнованиях, обойдя Шалри Джозефа (305) и Мэтта Риса (300) соответственно.
13 января 2023 года Фаррелл подписал с «Нью-Инглэнд Революшн» новый контракт до конца сезона 2023 с опциями продления на сезоны 2024 и 2025. По окончании сезона 2023 «Нью-Инглэнд Революшн» задействовал опцию продления контракта с Фарреллом на сезон 2024.

## Статистика выступлений
| Выступление          | Выступление      | Выступление      | Лига | Лига | Плей-офф | Плей-офф | Кубок | Кубок | Прочие | Прочие | Итого | Итого |
| Клуб                 | Лига             | Сезон            | Игры | Голы | Игры     | Голы     | Игры  | Голы  | Игры   | Голы   | Игры  | Голы  |
| -------------------- | ---------------- | ---------------- | ---- | ---- | -------- | -------- | ----- | ----- | ------ | ------ | ----- | ----- |
| Нью-Инглэнд Революшн | MLS              | 2013             | 32   | 0    | 2        | 0        | 1     | 0     | —      | —      | 35    | 0     |
| Нью-Инглэнд Революшн | MLS              | 2014             | 32   | 0    | 4        | 0        | 1     | 0     | —      | —      | 37    | 0     |
| Нью-Инглэнд Революшн | MLS              | 2015             | 32   | 0    | 1        | 0        | 0     | 0     | —      | —      | 33    | 0     |
| Нью-Инглэнд Революшн | MLS              | 2016             | 33   | 0    | —        | —        | 4     | 0     | —      | —      | 37    | 0     |
| Нью-Инглэнд Революшн | MLS              | 2017             | 30   | 0    | —        | —        | 3     | 0     | —      | —      | 33    | 0     |
| Нью-Инглэнд Революшн | MLS              | 2018             | 31   | 2    | —        | —        | 1     | 0     | —      | —      | 32    | 2     |
| Нью-Инглэнд Революшн | MLS              | 2019             | 29   | 0    | 1        | 0        | 2     | 0     | —      | —      | 32    | 0     |
| Нью-Инглэнд Революшн | MLS              | 2020             | 20   | 0    | 4        | 0        | —     | —     | 1      | 0      | 25    | 0     |
| Нью-Инглэнд Революшн | MLS              | 2021             | 33   | 0    | 1        | 0        | —     | —     | —      | —      | 34    | 0     |
| Нью-Инглэнд Революшн | MLS              | 2022             | 32   | 0    | —        | —        | 2     | 0     | 1      | 0      | 35    | 0     |
| Нью-Инглэнд Революшн | MLS              | 2023             | 23   | 0    | 2        | 0        | 1     | 0     | 4      | 0      | 30    | 0     |
| Нью-Инглэнд Революшн | Итого            | Итого            | 327  | 2    | 15       | 0        | 15    | 0     | 6      | 0      | 363   | 2     |
| Всего за карьеру     | Всего за карьеру | Всего за карьеру | 327  | 2    | 15       | 0        | 15    | 0     | 6      | 0      | 363   | 2     |

1. ↑  В графу «Прочие» входят игры и голы в плей-офф Турнира MLS is Back, Лиге чемпионов КОНКАКАФ и Кубке лиг.

## Достижения
Командные
 «Нью-Инглэнд Революшн»
- Победитель регулярного чемпионата MLS: 2021

Индивидуальные
- Участник Матча всех звёзд MLS: 2016